# Variedades lingüísticas del gallego

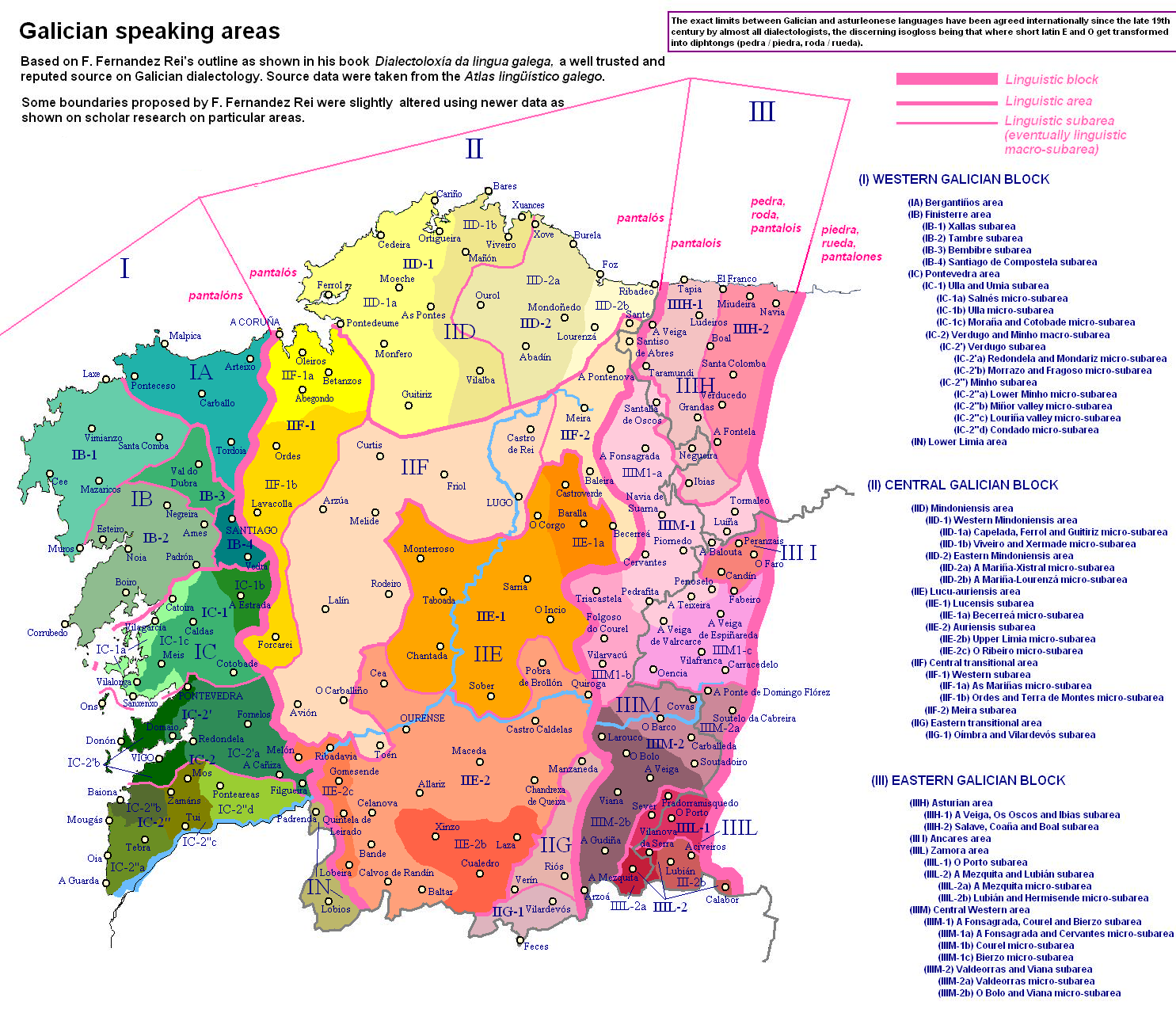
Mapa lingüístico del gallego

Considerando la distribución geográfica y el modo en que se combinan los fenómenos diferenciadores del gallego, se pueden delimitar tres grandes bloques lingüísticos: occidental, central y oriental. Dentro de estos bloques existen varias áreas, zonas lingüísticas de extensión desigual, delimitadas por la isoglosa de uno o dos fenómenos caracterizadores. Esta división se basa fundamentalmente en la fonética y la morfología.

## Bloques
Los bloques occidental y oriental presentan muchas características comunes en todas sus variedades, por lo que se puede hablar de un área atlántica, u occidental, y un área oriental. El bloque central, que en general es el que mejor representa el gallego común, ocupa una amplia extensión geográfica y presenta muy pocos fenómenos exclusivos. En lugar de una transición gradual de este a oeste, y del conservadurismo a la innovación lingüística, la realidad de las variedades del gallego puede representarse en dos direcciones: por un lado, fenómenos innovadores que extinguen su vitalidad hacia el este y, por otro, fenómenos conservadores que disminuyen hacia el Oeste. Dentro del bloque central se pueden establecer otras áreas y subáreas pero, en general, carecen de la unidad de los otros bloques.

### Bloque Occidental

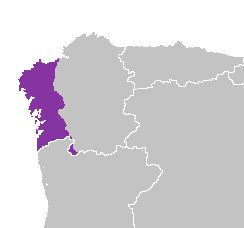

El bloque occidental está delimitado por la isoglosa cans/cas, que incluye los dialectos occidentales de La Coruña y Pontevedra, además de una pequeña porción del suroeste de la provincia de Orense, la Comarca de la Baja Limia. En términos generales, se trata de un complejo lingüístico innovador, diferenciado en tres zonas: la finisterrana, la bergantiñana y la pontevedresa.
| sa = subárea / misa = microsubárea |

### Bloque central

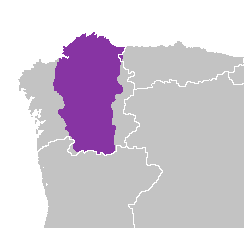

El bloque central es menos unitario. Ocupa todo el centro de Galicia, estando delimitado por las isoglosas cans/cas al oeste y cas/cais al este. Pertenecen a este bloque todos los dialectos del noreste e interior de La Coruña, del interior de Pontevedra y de las provincias de Lugo y Orense, excluida su porción oriental. Dentro de ella se distinguen dos zonas: la mindoniense y lucense-orensana.
| sa = subárea / misa = microsubárea |

### Bloque oriental

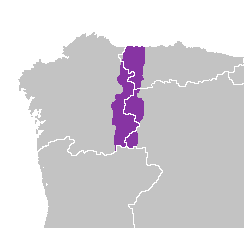

El bloque oriental comprende las variedades del este de Lugo y Orense, así como el gallego exterior (el hablado fuera de Galicia, en el oeste de Asturias, León y Zamora). En general, se trata de un complejo de variedades muy conservador, separado del bloque central por la isoglosa cas/cais y del asturleonés por la ausencia de diptongación (pèdra / piedra ). En ella se pueden distinguir cuatro zonas: la asturiana, la ancaresa, la zamorana y la centro-oriental. 
| sa = subárea / masa = microsubárea |